# کارسون کلارک
کارسون کلارک (انگلیسی: Carson Clark؛ زادهٔ ۲۰ ژانویهٔ ۱۹۸۹) بازیکن والیبال اهل ایالات متحده آمریکا است.
وی در حال حاضر عضو تیم ملی والیبال آمریکا و باشگاه المپیاکوس است.